# Finansministeriet
 For alternative betydninger, se Finansministeriet (flertydig).
Finansministeriet er et dansk ministerium, der bl.a har ansvaret for det samlede årlige statsbudget i form af et finanslovforslag, der vedtages af Folketinget. Dette forslag til finanslov skal senest fremsættes fire måneder før finansårets begyndelse, jf. grundlovens § 45, stk. 1. Finanslovsforslaget fremsættes som sådan i slutningen af august. Finansloven er den eneste grundlovsfæstede lov, som skal vedtages en gang årligt, ellers kan stat, kommuner og regioner ikke afholder deres udgifter, jf. grundlovens § 46, stk. 2. 
Finansministeriet spiller en fremtrædende rolle ift. regeringens økonomiudvalg (ø-udvalg), hvor den til enhver tid siddende finansminister sidder for bordenden som formand, og der desuden deltager en række af de øvrige ministre i regeringen.

## Arbejdsområder
Ministeriets arbejdsområder omfatter en effektiv styring af de offentlige finanser samt en række andre opgaver:
- Økonomisk politik
- Mere effektiv regulering, produktivitet og vækst
- EU og international økonomisk politik
- Offentlige finanser
- Kommuner og regioners økonomi
- Statens selskaber[4]

## Historie
Den 24. november 1848 ved ministerialreformen oprettedes et samlet finansministerium. Der er en lige og ubrudt linje herfra til det finansministerium, vi kender i dag.
I 1968 blev Finansministeriet delt i et Finansministerium og et Ministerium for Statens lønnings- og Pensionsvæsen. Dette ministerium ophævedes den 11. oktober 1971, og området blev overført til det nyoprettede Budgetministerium, der fra 1973 igen blev lagt ind under Finansministeriet.

## Organisation
Organisatorisk består Finansministeriet af departementet og en række styrelser og institutioner, som tilsammen udgør Finansministeriets koncern:
- Departementet
- Økonomistyrelsen
- Medarbejder- og Kompetencestyrelsen
- Statens It
- Statens Administration
- DREAMgruppen

Udover styrelserne og institutionerne administrerer Finansministeriet statens ejerskab af følgende virksomheder:
| Selskabsnavn                             | Anpart | Nationalitet             | Selskabsform |
| ---------------------------------------- | ------ | ------------------------ | ------------ |
| Danske Spil A/S                          | 80,1%  | Danmark                  | Aktieselskab |
| Evida Holding A/S                        | 100%   | Danmark                  | Aktieselskab |
| Staten og Kommunernes Indkøbsservice A/S | 55%    | Danmark                  | Aktieselskab |
| Statens Ejendomssalg A/S                 | 100%   | Danmark                  | Aktieselskab |
| Ørsted A/S                               | 50,1%  | Danmark                  | Aktieselskab |
| Kalaallit Airports International A/S     | 33,3%  | Grønland (dansk rigsdel) | Aktieselskab |
| Københavns Lufthavne A/S                 | 39,2%  | Danmark                  | Aktieselskab |
| SAS AB                                   | 25,8%  | Sverige                  | Aktieselskab |